# Aphytis costalimai
Aphytis costalimai is een vliesvleugelig insect uit de familie Aphelinidae. De wetenschappelijke naam is voor het eerst geldig gepubliceerd in 1942 door Gomes.